# Хепи Вали (Орегон)
Хепи Вали (енгл. Happy Valley) град је у америчкој савезној држави Орегон.

## Демографија
По попису из 2010. године број становника је 13.903, што је 9.384 (207,7%) становника више него 2000. године.
| Група             | 2000.         | 2010.          |
| Белци             | 3.896 (86,2%) | 10.267 (73,8%) |
| Афроамериканци    | 35 (0,8%)     | 150 (1,1%)     |
| Азијати           | 400 (8,9%)    | 2.417 (17,4%)  |
| Хиспаноамериканци | 85 (1,9%)     | 563 (4,0%)     |
| Укупно            | 4.519         | 13.903         |